# Oxalis eckloniana
Oxalis eckloniana är en harsyreväxtart som beskrevs av Karel Presl. Oxalis eckloniana ingår i släktet oxalisar, och familjen harsyreväxter.

## Underarter
Arten delas in i följande underarter:
- O. e. hopefieldiana
- O. e. montigena
- O. e. robusta
- O. e. sonderi